# Stefan Krickl
Stefan Krickl (* 7. Oktober 1997) ist ein österreichischer Fußballspieler.

## Karriere
Krickl begann seine Karriere beim Floridsdorfer AC. Im Februar 2016 stand er erstmals im Profikader. Sein Debüt in der zweiten Liga gab er im März 2016 gegen den SK Austria Klagenfurt.
Im Jänner 2017 wurde er an den Regionalligisten SV Schwechat verliehen.
Im Juli 2017 wechselte er zum achtklassigen SV Groß-Schweinbarth.